# Nélida Quiroga
Nélida Quiroga (Buenos Aires, 1909-Madrid, 16 de febrero de 1982) fue una actriz argentina afincada en España.

## Biografía
Hija de la actriz Camila Quiroga, su vocación interpretativa despertó siendo todavía muy joven e ingresó en la compañía teatral de sus padres, con la que hizo giras por todo el continente americano y, en 1921, por Europa.
Ya en 1939 consiguió formar su propia compañía con la que continuó su carrera teatral por América Latina hasta que en 1961 se instaló definitivamente en España para consolidar su carrera tanto en cine como en televisión. Debido a sus simpatías políticas por el peronismo y su amistad personal con Eva Duarte con la cual había trabajado en radio teatro, durante la dictadura totalitaria autodenominada Revolución Libertadora fue prohibida a ejercer su profesión ni en cine ni en teatro ni en radio, por lo que se vio obligada a cambiar su nombre y a retirarse del ambiente artístico de su país.
En la gran pantalla intervino, entre otras, en La busca (1967) y Fortunata y Jacinta (1970), de Angelino Fons, Marta (1971), de José Antonio Nieves Conde, La llamaban La Madrina (1973), de Mariano Ozores, El huerto del francés (1978), de Paul Naschy o Cartas de amor de una monja (1978), de Jorge Grau.
Pero fue la televisión el medio que le ofreció la plataforma para demostrar todo su potencial interpretativo, con decenas de papeles interpretados durante veinte años en los espacios de TVE Estudio 1, Novela, Historias para no dormir o Primera fila.
Falleció en Madrid en 1982.

## Filmografía
- La busca, (1966)
- El marino de los puños de oro, (1968)
- Bésame, monstruo, (1969)
- Fortunata y Jacinta, (1970)
- Sin un adiós, (1970)
- Marta, (1971)
- Vacío en el alma, (1971)
- Nada menos que todo un hombre, (1972)
- Mañana en la mañana, (1972)
- La llamaban La Madrina, (1973)
- Cinco almohadas para una noche, (1974)
- La mujer con botas rojas, (1974)
- Polvo eres..., (1974)
- Onofre, (1974)
- La joven casada, (1975)
- Las camareras, (1976)
- Call girl: la vida privada de una señorita bien, (1976)
- Adiós, Alicia, (1977)
- El huerto del francés, (1978)
- Cartas de amor de una monja, (1978)
- La familia bien, gracias, (1979)

## Trayectoria en TV
- Les chevaux du soleil [nota 1]
  - Le maitre de la Mitidja - Avril 1901 (6 de noviembre de 1980)
  - Le piano - Avril 1901 (12 de noviembre de 1980)
  - Mathilde - Mars 1909 (13 de noviembre de 1980)
- Curro Jiménez
  - La noche de la garduña (19 de febrero de 1978)
- Las Viudas 
  - Viuda habilidosa (19 de abril de 1977)
- La señora García se confiesa 
  - La amiga (21 de diciembre de 1976)
- Teatro Club 		
  - Jacobo o la sumisión (16 de marzo de 1976)
- Palabras cruzadas
  - Hasta que la muerte nos separe (23 de septiembre de 1975)
- El Teatro 	
  - Así es (si así os parece) (4 de noviembre de 1974)
- Los libros
  - En la vida y en la muerte (21 de mayo de 1974)
- Pequeño estudio 
  - La bella por la discreta (1 de octubre de 1972)
- Crónicas de un pueblo
  - El legado de don Verano (16 de enero de 1972)
- A través de la niebla
  - El regreso (25 de octubre de 1971)
- Las tentaciones
  - La escuela de los padres (19 de octubre de 1970)
- Teatro de misterio 		
  - Veredicto (31 de agosto de 1970)
- Hora once 
  - Mi tío Jules (2 de enero de 1970)
  - El ilustre Selsam (5 de diciembre de 1970)
  - El retrato (25 de junio de 1973)
- La risa española 		
  - La tonta del bote (31 de enero de 1969)
  - El amor y una señora (28 de febrero de 1969)
  - Ciencias exactas (25 de abril de 1969)
  - El orgullo de Albacete (4 de julio de 1969)
- Teatro de siempre
  - Arlequinada (22 de febrero de 1968)
  - Diálogos de Carmelitas (16 de mayo de 1968)
  - Antígona (24 de septiembre de 1970)
- ¿Es usted el asesino?
  - Episodio 1 (7 de agosto de 1967)
- Estudio 1

- - Plaza de Berkeley (21 de mayo de 1967)
  - Nocturno (27 de septiembre de 1967)
  - El hilo rojo (7 de noviembre de 1967)
  - Un mes en el campo (21 de noviembre de 1967)
  - Mesas separadas (28 de noviembre de 1967) [nota 2]
  - Magda (30 de enero de 1968)
  - El viajero sin equipaje (13 de febrero de 1968)
  - Los novios de El Havre (18 de junio de 1968)
  - Doña Clarines (23 de julio de 1968)
  - Una mujer sin importancia (20 de agosto de 1968)
  - El pueblo veraniego (24 de septiembre de 1968)
  - Angelina o el honor de un brigadier (16 de diciembre de 1969)
  - La noche del sábado (15 de enero de 1970)
  - Madrugada (30 de abril de 1970)
  - Don Juan Tenorio III (13 de noviembre de 1970)
  - Veinte y cuarenta (5 de febrero de 1971)
  - El genio alegre (11 de junio de 1971)
  - Puebla de las mujeres (12 de noviembre de 1971)
  - El admirable Crichton (14 de enero de 1972)
  - Dulce nombre (28 de enero de 1972)
  - Daisy Miller (23 de marzo de 1972)
  - La risa (24 de marzo de 1972)
  - Felicidad conyugal (5 de mayo de 1972)
  - El Padre Pitillo (9 de mayo de 1972)
  - Ventolera (7 de julio de 1972)
  - El aprendiz de amante (25 de agosto de 1972)
  - Los delfines (8 de marzo de 1974)
  - Paquita (12 de mayo de 1975)
  - Como las hojas (12 de octubre de 1978)
  - Pigmalión (21 de febrero de 1979)
  - El genio alegre (27 de enero de 1980)
  - Maribel y la extraña familia (16 de marzo de 1980)
  - Soledad (11 de diciembre de 1981)
  - La pechuga de la sardina (19 de febrero de 1982)

- Diego de Acevedo
  - Guardia de corps (6 de noviembre de 1966)
- Historias para no dormir 
  - El muñeco (1 de abril de 1966)
  - El cuervo (1 de enero de 1967)
- Gran Teatro   
  - Las brujas de Salem (31 de enero de 1965)
- Novela [nota 3]
  - Los cinco invitados (6 de abril de 1964)
  - Tus amigos no te olvidan (1 de septiembre de 1964)
  - Altar Mayoor (14 de diciembre de 1965)
  - El amigo Manso (22 de marzo de 1966)
  - Los millones del difunto James Gloncester (8 de agosto de 1966)
  - El alba y la noche (10 de octubre de 1966)
  - Biografía de Rosalía de Castro (4 de marzo de 1968)
  - Paquita (20 de mayo de 1968)
  - Los que no tienen paz (2 de septiembre de 1968)
  - El hombre de la oreja rota (19 de mayo de 1969)
  - Nosotros, los Rivero (2 de junio de 1969)
  - Sinfonía pastoral (1 de junio de 1970)
  - La niña de Luzmela (1 de febrero de 1971)
  - Siempre (1 de marzo de 1971)
  - Juanita la larga (22 de marzo de 1971)
  - La feria de las vanidades (23 de abril de 1973)
  - Leonora (25 de junio de 1973)
  - Las aventuras del Marqués de Letorière (31 de diciembre de 1973)
  - Los enemigos (18 de febrero de 1974)
  - Amor de sombras (8 de julio de 1974)
  - Semblanza de una dama (26 de agosto de 1974)
  - El billete de lotería (9 de septiembre de 1974)
  - La pródiga (6 de octubre de 1975) Marquesa de Pinto
  - Tigre Juan (14 de febrero de 1977)
  - El desconocido (21 de marzo de 1977)
  - El crimen de Lord Arthur Saville (8 de mayo de 1978)
- Primera fila 
  - La heredera (4 de enero de 1963)
  - Y amargaba (7 de junio de 1963)
  - El viajero sin equipaje (12 de febrero de 1964)
  - Una mujer sin importancia (3 de junio de 1964)
  - Tea Party (24 de marzo de 1965)